# Wolfgang Windhausen

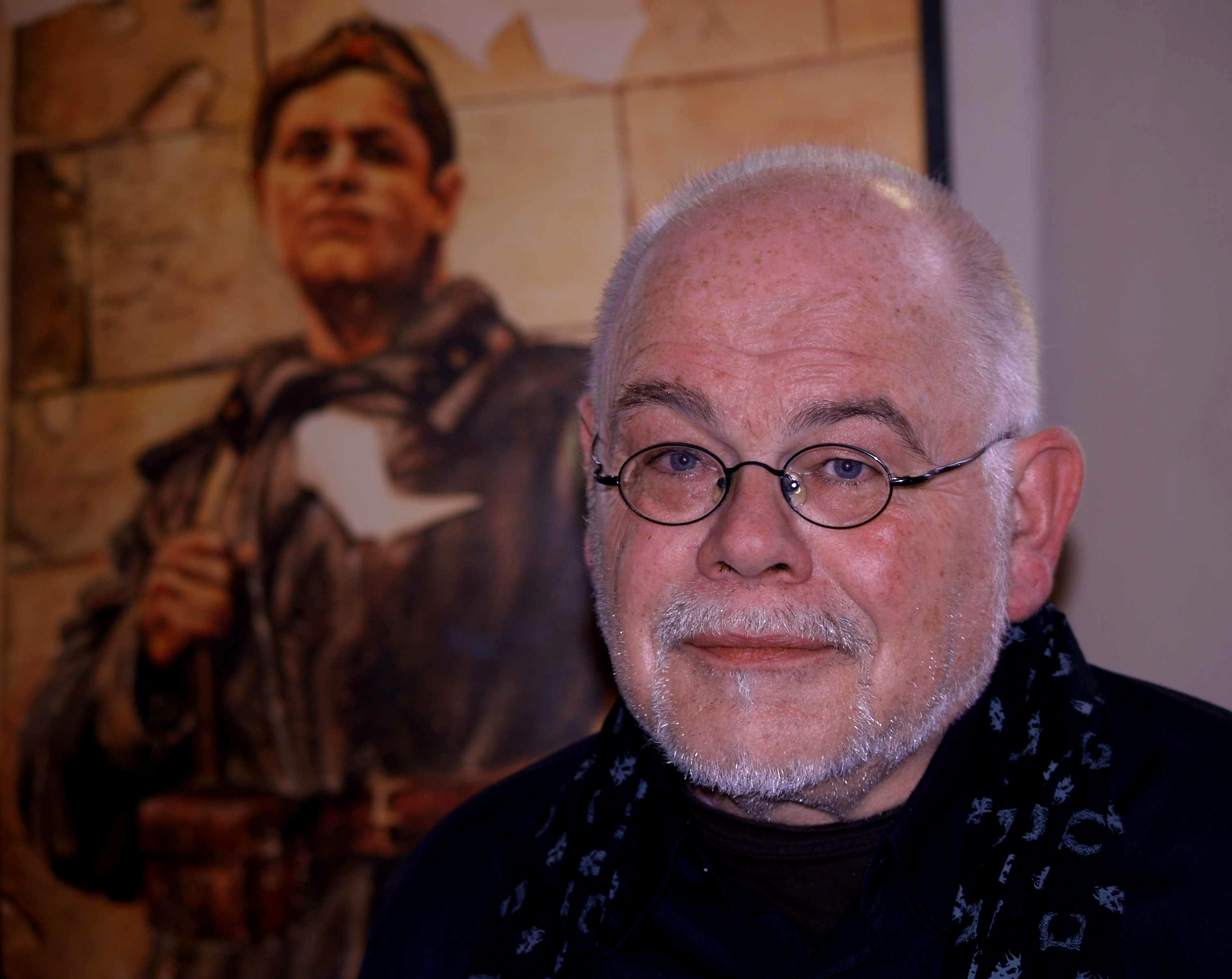
Wolfgang Windhausen (2008)

Wolfgang Windhausen (* 4. April 1949 in Duderstadt; † 28. Januar 2022 ebenda) war ein deutscher Lyriker, Autor, Grafiker und Menschenrechtler.

## Leben
Windhausen wurde in Duderstadt geboren und ist dort aufgewachsen. Nach Abschluss der Schulzeit war er bis zu seiner Pensionierung im öffentlichen Dienst tätig.
Mehr als 25 Jahre engagierte er sich in der ehrenamtlichen Gefangenenbetreuung und war Mitbegründer der Gefangenenzeitung „Die Mauer“, weiterhin war er in der Bewährungshilfe und als freier Mitarbeiter in der Jugendhilfe tätig. Lange Zeit arbeitete er außerdem bei amnesty international. Windhausen hielt Vorträge über seine Menschenrechtsarbeit in Schulen.
Windhausen war ein ambitionierter Kunstsammler und u. a. mit Gerda Lepke, Harald Metzkes und Hans Vent befreundet.
Windhausen war Mitglied des internationalen P.E.N.-Clubs und Mitarbeiter des Writers in Prison Committee des PEN-Zentrums Deutschland.

## Künstlerisches Werk
Seit den 1970er Jahren beteiligte er sich an Literaturwettbewerben und veröffentlichte 1983 sein erstes Buch. Seine Texte sind in Zeitschriften und Zeitungen in Deutschland, Frankreich und den USA erschienen. Er hat eine Reihe von Gedichtbänden, Mappen und Lesungs-CDs veröffentlicht. Einige seiner Texte sind durch Ferdinand Laholli in die albanische Sprache übersetzt und unter anderem in der albanischen Literaturzeitung „ars“ veröffentlicht worden.
Weitere Arbeitsgebiete sind Illustrationen zu eigenen Büchern/Mappenwerken, Radierungen, Holzschnitte, Fotos, Plakatentwürfe und Einbandentwürfe. 

## Werke (Auswahl)
- Rufe gegen den Wind, Gedichte, 1984.
- Laßt mir die Nacht, Gedichte, 1986.
- Augenasche, Gedichte, 1989.
- Blätter im Wind, Gedichte, 1993.
- Luftspiegelung, Gedichte, 1995.
- Spuren im Schädelgestein, Gedichtband m. Holzschnittabbildungen v. Prof. Wolfgang Mattheuer, 2000.
- w. w./ j. s., Bibliophile Mappe m. eigenen Gedichten und Original-Holzschnitten v. Jörg Seifert.
- Begegnung am Fenster der Nacht, Gedichtband mit Holzschnittabbildungen v. Horst Dieter Gölzenleuchter, Ed. Wort und Bild Bochum, 2002. ISBN 978-3-927430-33-4.
- Ich kenne keine bessere Welt, Bibliophil. Gedichtband mit Original-Radierungen/Holzschnitten v. Harald Metzkes, Hans Vent, H D Gölzenleuchter, Alfred Pohl u. a., 2004.
- Hinter den Bildern, Bibliophil. Gedichtband mit Original Radierungen/Holzschnitten v. Horst Dieter Gölzenleuchter, Ulrich Hollmann, Volkmar Schulz Rumpold, Hans Vent, Louvada Yang u. einer Originalzeichnung v. Kay Voigtmann, 2006.
- Fremdenführer der Phantasien; Gedichtband mit Holzschnittabbildungen v. Horst Dieter Gölzenleuchter (Vorzugsausgabe), Edition Wort und Bild Bochum 2006, ISBN 3-927430-52-8.
- Scherbengericht. Gedichte. Künstlerbuch mit Original-Grafiken, Holzschnitten, Zeichnungen und einem Foto von Horst Dieter Gölzenleuchter, Harald Hauswald, Ullrich Hollmann, Lothar Kittelmann und Gerda Lepke. Edition Wort und Bild, Bochum, 2010
- Wortadern. Gedichte. Künstlerbuch mit Original-Grafiken, Zeichnungen von Horst Dieter Gölzenleuchter, Jochen Geilen, Harald Hauswald, Ullrich Hollmann, Lothar Kittelmann und Gerda Lepke. Edition Wort und Bild, Bochum, 2011